# Jacques Vergnes
Jacques Vergnes (født 21. juli 1948 i Magalas, Frankrig, død 28. juni 2025) var en fransk tidligere fodboldspiller (angriber). Han spillede for flere Ligue 1-klubber, blandt andet Montpellier, Strasbourg og Nîmes, og blev fransk mester med Strasbourg i 1979.
Vergnes spillede desuden én kamp for Frankrigs landshold, en EM-kvalifikationskamp mod Norge i september 1971.

## Titler
Ligue 1
- 1979 med Strasbourg